# 陳玉絢
陳玉絢（1924年4月11日—2004年11月15日），越南共和國陸軍上校，曾任越南共和國駐香港總領事。

## 生平
1924年4月11日，陳玉絢出生於法屬印度支那廣平省。
曾於1963年任大叻市長，1964年任駐香港總領事，1966年退役離開軍職後任埃索駐西貢公司經理。
1975年4月30日西貢淪陷後定居美國，直到2004年11月15日因心臟病在德薩斯州侯斯頓去世，遺體其後下葬於森林公園維特美公墓（Forest Park Westheimer Cemetery）。

### 軍事生涯
1952年9月入伍，畢業於守德籌備士官學校，1953年任總參謀部物流總司，1959年任大叻國家軍事學校文化系院長，1961年任大叻國家軍事學校校長，1963年11月晉升上校，1964年任第2軍通信部次長，後任國防部心理戰主任，1966年退役。